# Телодерма бородавчаста
Телодерма бородавчаста (Theloderma leporosum) — вид земноводних з роду Theloderma родини Веслоногі.

## Опис
Загальна довжина досягає 7,5 см. Голова велика. Тулуб трохи сплощено. Шкіра дуже шорстка, вся вкрита численними пухирцями і бородавками різного розміру. Звідси походить назва цієї телодерми. Невелика перетинка на передніх і задніх лапах доходить приблизно до середини пальців. На кінцях пальців розвинені дуже широкі пласкі присоски (на внутрішньому пальці присоска помітно менше, ніж на решті).
Основний тон спини темно-коричневий. Бородавки в заочноямковій області та з боків тіла мають світліше, жовтувате забарвлення. На сірувато-блакитному тлі черева присутній чорний мармуровий малюнок. Внутрішня сторона пальців і присоски — яскраво червоні. Райдужка очей у молодих червоно-коричнева, але у дорослих вона тьмяніє і стає сіро-коричневої.

## Спосіб життя
Полюбляє крони тропічних лісів, дотримуючись середнього і верхнього ярусів. Іноді ця телодерма трапляється на каменях по берегах струмків. Зустрічається на висоті до 1200 м над рівнем моря. Живиться комахами, іншими безхребетними.
Стосовно парування та розмноження відомостей не достатньо.

## Розповсюдження
Поширена в Малайзії (Малаккській півострів) та на о.Суматра (Індонезія).